# 에이전트 오렌지

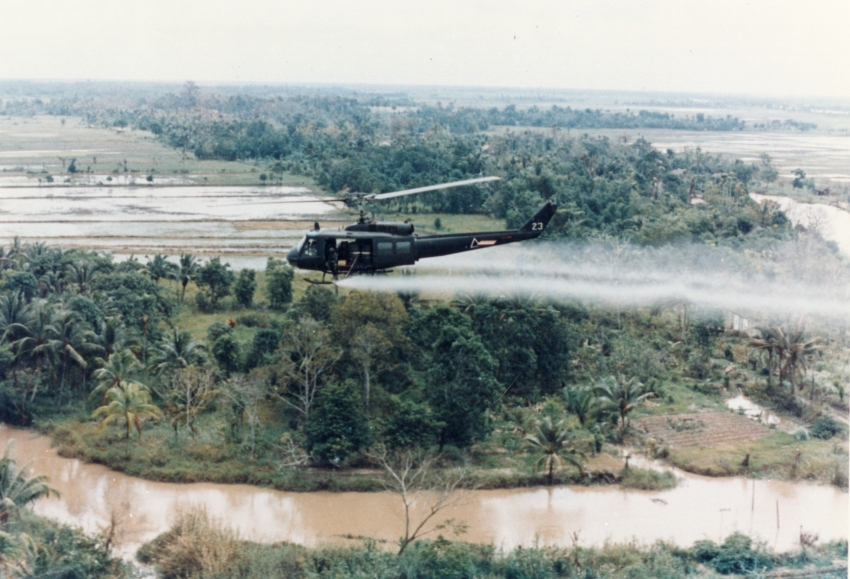
베트남 농지에 에이전트 오렌지를 살포하는 미군 휴이 헬기

에이전트 오렌지(Agent Orange)는 베트남 전쟁(1961-1971) 중 정글 고사 작전, ‘랜치 핸드 작전’(Operation Ranch Hand)의 일환으로 미군에 의해 사용된 고엽제 중 하나의 암호명이다.
미국 국방부의 의뢰로 2,4,5-T 그리고 2,4-D를 50:50 혼합 비율로 주로 몬산토와 다우 케미칼에서 제조되었다. 에이전트 오렌지를 제조하기 위해 사용된 ‘2,4,5-T’는 이후 유독성 다이옥신 화합물인 ‘2,3,7,8-테트라 클로로 디벤조 다이옥신’이 함유되어 있는 것으로 드러났다. 이 명칭은 이 물질이 적재된 55 갤런의 오렌지색 드럼의 색상에서 기인하여 “무지개 제초제”라는 이름으로 널리 사용되었다.
1962년에서 1971년에 걸친 베트남 전쟁 기간 동안, 미군은 랜치 핸드 작전에 의해 2,000만 갤런(8,000만 리터)의 화학물질과 고엽제를 베트남, 라오스 동부, 캄보디아 일부에 살포하였다. 이 작전의 목적은 게릴라가 점령하고 있는 숲 지역과 농촌의 땅에 제초제를 살포하는 것이었으며, 또 다른 목적으로는 시골 지역에서 농업 기반을 빼앗아 미군이 점령하고 있는 도시 지역으로 강제 이주를 시킴으로써 게릴라를 지원하는 농촌과 식량 지원을 억제하는 것이었다.
공군의 기록에서는 랜치 핸드 과정 중에 6,452회의 살포가 이루어졌다는 것을 보여주고 있다. 1971년 경에는 남부 베트남의 12% 지역에 고엽제 화학물질이 살포되었으며, 종종 법적인 USDA 제한 횟수인 13회 정도로 이루어지기도 했다. 남부 베트남에만, 약 1,000만 헥타아르 농지에 해당하는 땅이 파괴되었다. 어떤 지역에서는 땅과 수자원에 미국 환경 보호국이 안전하다고 여겨지는 TCDD 수치의 수백배에 달하는 약이 집중되었다. 전반적으로 남부 베트남 숲의 20%에 해당하는 지역에 9년에 걸쳐 적어도 1회 이상이 살포되었다.
1962년 10월 미국은 식량 자원에 초점을 맞춰 ‘에이전트 블루’를 주로 사용했다. 1965년에는 살포된 모든 제초제의 42%가 식량 작물에 뿌려졌다. 시골 지역에서의 황폐화와 기근으로 인해 남부 베트남에서 농촌에서 미군이 점령하고 있는 도시로 이주하는 농부의 비율은 급격히 증가하였다. 남부 베트남에서 도시 인구는 3배 이상이 증가하여 1958년 280만에서 1971년에는 800만에 이르렀다. 사람들의 빠른 유입은 통제할 수 없는 급격한 도시화를 불러왔으며, 약 150만 명에 달하는 사람들이 사이공의 슬럼에 살고 있었다. 반면 많은 남부의 베트남 엘리트와 미군 종사자는 호화롭게 살고 있었다.
베트남 외무부에 따르면, 480만명의 베트남인들이 제초제에 노출되어 40만 명의 사망자와 장애자를 만들었고, 50만 명의 아이들이 기형으로 태어났다고 밝혔다.

## 화학 물질과 독소

Iso-옥틸 2,4-D 와 iso-옥틸 2,4,5-T

2,4-D

2,4,5-T

화학적으로 에이전트 오렌지는 두 가지의 페녹실 제초제(iso 옥틸 에스테르 형태의 2,4-D 산과 2,4,5-T 산)를 약 1:1의 비율로 섞은 것이다.
건강의 영향과 관련하여 에이전트 오렌지, 그 복합물 그리고 제조부산물과 상관된 수 많은 연구가 나왔다.
에이전트 오렌지를 둘러싼 논쟁에 앞서, 이미 건강과 생태적 손상을 일으키는 2,4,5-T와 2,4-D와 상관된 엄청난 분량의 과학적 증거가 있다. 그러나 1969년에 2,4,5-T가 다이옥신, 2,3,7,8-테트라 클로로 디벤조 다이옥신(TCDD)에 감염되어 있다는 것이 대중들에게 폭로되었고, TCDD는 이전에 에이전트 오렌지 노출과 상관하여 건강에 해명되지 않는 악영향을 끼친다는 것이 알려졌다. TCDD는 “인류에 의해 합성된 가장 유독한 분자 물질”로 설명되어 있다. 몬산토(2,4,5-T)에서 폭로된 사내 문건에서는 미국 정부가 1952년 초기에 2,4,5-T이 유독 화학물질에 감염되어 있음을 알고 있었다고 폭로 했다.
1979년 제초제 연구를 전공한 예일대의 생물학자인 아서 갤스턴이 당시 독성물질로 알려진 TCDD에 대한 리뷰를 출판했다. 식단에 포함된 극소량의 다이옥신일지라도 동물임상실험에서 건강에 치명적인 영향을 낳았다. 그 이후로 TCDD는 포괄적으로 연구되어 왔다. 이 물질은 과학 논문으로 보고된 동물의 생물학적 검정법에서 증가된 신물질과 연관되어 있었다. 네셔널 독성 물질 프로그램에서는 TCDD를 “인간에게 암을 일으키는 발암물질”로 분류를 하였고, 종종 연조직 육종과 연관된 비호지킨림프종, 호지킨 림프종 그리고 만성 림프모구 백혈병(CLL)을 유발시키는 물질이라고 분류하였다.
에이전트 오렌지를 구성하는 두 가지 제초제인 2,4-D와 2,4,5-T가 몇 일에서, 몇 주간 독성물질로 남아있기는 하지만, 이것들은 빠르게 약효가 감소된다. 그러나 1969년 K. 다이앤 커트니와 다른 이들의 보고서에서는 생쥐실험에서 2,4,5-T가 기형아와 사산을 유발한다고 밝혔다. 2,4,5-T에 노출된 여러 노동자들이 암으로 사망하는 높은 확률을 보였다는 여러 연구가 잇따라 발표되었다. 그런 연구들 중에는 독일의 함부르크에서 2,4,5-T 함부르크 제조 공장에서 10년간 일한 후 암사망율의 위험이 170%가량 증가했다고 발표한 것이 있었다. 에이전트 오렌지에 노출된 베트남 참전용사의 아이들이 급성 골수염 백혈병의 고위험에 노출되었다는 세 건의 연구결과가 있었다.
1991년에 시작하여, 미국 의회는 의약연구소(Institute of Medicine, IOM)에 에이전트 오렌지와 베트남전에서 사용된 다른 제초제에 대해 과학 논문들에 대해 활성 성분과 다이옥신 오염을 포함하여 재연구를 해달라는 요청을 했다. IOM은 다이옥신 노출과 당뇨병의 연관성을 발견했다.

## 초기 개발
1943년 생물학자 아서 갤스턴이 콩에 적용할 단기 성장호르몬으로 트리이오도벤조익 산 화합물 연구를 시작하였다. 갤스턴은 이 화합물을 과다사용하면, 식물이 말라죽는다는 것을 알게 되었고, 이 발견은 이후 그의 동료인 이언 서섹스에 의해 랜치 핸드 작전에 사용된 제초제 개발에 이용된다. 갤스턴은 특히 인간과 환경에 대한 이 화합물의 부작용을 우려했다.
1943년에 미국 국방부는 시카고 대학과 2,4-D과 2,4,5-T가 곡물(쌀을 포함한)과 잎이 넓은 곡식에 끼치는 연구에 대한 연구 계약을 맺었다. 이러한 연구에서 적들의 식량작물을 파괴하여 식량 공급을 붕괴시킨다는 제초제의 공중살포를 이용한 개념이 부상했다. 현재 전군사기지로 등재된 플로리다에 있는 부쉬넬 공군기지에서 1945년 미군은 2,4-D와 2,4,5-T의 다양한 혼합물 실험을 했다.

## 베트남 전쟁

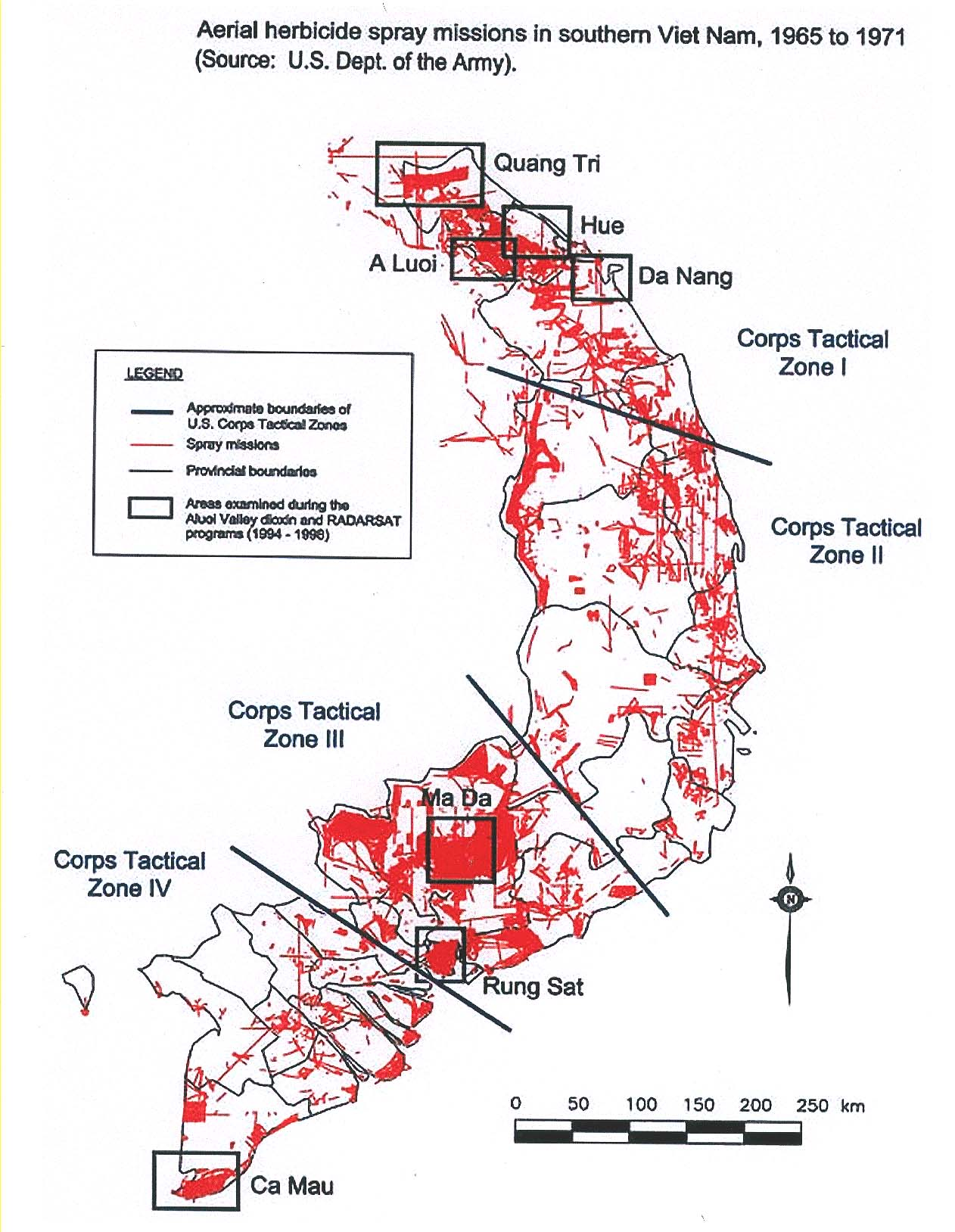
1965에서 1971년까지 미군의 공중 살포 범위를 보여주는 지도

1962년에서 1971년에 걸친 베트남 전쟁 기간 동안 미군은 2,000만 갤런(8,000만 리터)의 화학 제초제와 고엽제를 베트남, 라오스 동부, 캄보디아 일부에 《랜치 핸드 작전》으로 알려진 프로그램을 통해 공중 살포했다. 이 작전의 목적은 시골과 숲이 우거진 땅을 제초하여, 게릴라의 식량을 없애고, 기지 주변 지역과 같은 민감한 지역을 일소하는데 목적이 있었다. 그 프로그램은 또한 강제 도시이주 프로그램의 총체적인 전략의 일부였다. 시골에서 게릴라들을 지원하는 농부들의 무력화시켜 미군이 지배하는 도시 지역으로 강제 이주를 시킴으로써 시골 지역의 게릴라 지원 기지를 없애고자 하였다.
미국은 랜치 핸드 작전을 위해 다우 케미컬과 몬산토 같은 화학 제조 업체에게 다음과 고엽제 생산을 명령했다
- 에이전트 오렌지 (Agent Orange)
- 에이전트 화이트 (Agent White)
- 에이전트 퍼플 (Agent Purple)
- 에이전트 핑크 (Agent Pink)
- 에이전트 그린 (Agent Green)
- 에이전트 블루 (Agent Blue)

이 중 가장 많이 사용된 것은 에이전트 오렌지이며, 현재는 고농도의 다이옥신의 혼합물인 것으로 알려져 있다. 2,000만 갤런 이상의 오렌지 방지제나 기타 고엽제가 미군 항공기로 동남아시아에 살포되었다. 살포는 보통 헬기나 분사기에 맞게 개조한 저공 비행 C-123 프로바이더 항공기를 통해 이뤄졌으며, MC-1 Hourglass 펌프 시스템과 1,000갤런(3,800리터)의 탱크를 갖추었다. 또한 분사 작업은 트럭이나, 보트를 통해 이루어지기도 했고, 사람이 직접 분사통을 매고 분사를 하기도 했다.
1962년 1월 9일 남부 베트남의 탄손나트 공군기지에서 최초의 제초제 적하가 되었다. 공군의 기록에서는 랜치 핸드 작전 중 적어도 6,542회의 살포가 이루어졌음을 보여주고 있다. 1971경, 남부 베트남 전체의 12%에 고엽제 화학물질이 살포되었으며, 이것은 법정 USDA 제한의 13배에 해당하는 것이었다. 남부 베트남에만, 1,000만 헥타아르의 농지가 결국 파괴되었다. 어떤 지역에서는 토양과 물의 TCDD 집중이 미국 환경 보호국이 설정한 안전 기준에 수백 배 이상이 집중되었다.
그 작전에서 고지와 망그로브 숲, 500만 에이커(20,000 km2)와 수백만 에이커의 작물을 파괴했다. 결국 남부 베트남 숲의 20%에 적어도 9년간 이런 약품들이 뿌려졌다. 1965년 미국 의회는 “곡물 파괴는 보다 중요한 목적이 있다 ... 그러나 중요한 것은 공개적인 프로그램 언급에서 정글 고엽제가 보통 지급된다는 것이다.” 라는 말을 들었다. 군인들은 게릴라들에게 먹을 것을 제공하게 될 것이기 때문에 정글을 파괴한다고 들었다. 그러나 이후 그들이 파괴한 모든 음식이 게릴라를 위해 생산되지 않았음을 알게 된다. 실제로는 지방 인구를 먹여 살리는데 쓰이는 것이다. 예를 들어 쾅응아이 지방은 85%의 작물 토지가 1970년에만 파괴될 예정이었다. 결과적으로 광범위한 기근을 낳게 되었으며, 수십만 명의 국민들이 영양실조나 굶주림에 시달려야 했다.
미군은 1962년에는 주로 에이전트 블루를 이용하여 작물을 목표로 하기 시작했다. 그러나 미국 국민들은 1965년까지 곡물 파괴 프로그램을 알지 못했다. (단지 그해 봄부터 시작되었다고 믿었다.) 1965년에는 전체 제초제의 42%가 곡물에 살포가 이뤄졌다. 이 프로그램을 처음 인정한 것은 1966년 미국 국무부였다.
TCDD를 개발하고, 심도있게 연구한 생물학자 아서 갤스턴을 포함한 당시 많은 전문가들이 인체에 대한 부작용과 광범위한 범위에 무차별적으로 살포되는 환경에 대한 우려로 전쟁이 제초제를 사용한 것을 반대했다. 1966년 초, 1925년 체결된 《제네바 협약》에 위배된다는 결의안이 국제연합으로부터 나왔다. 제네바 협약은 생화학무기 사용을 금지하고 있었다.

### 부작용
베트남 적십자는 15만 명의 장애를 가지고 태어난 아이들을 포함하여, 300만 명 베트남인들이 에이전트 오렌지에 노출되었다고 보고를 했다. 베트남 외교부에 따르면, 480만 베트남인이 에이전트 오렌지에 노출되었으며, 결과적으로 40만 명의 국민들이 죽거나 장애인이 되었으며, 50만 명의 어린이가 불구로 태어났다고 밝혔다.
에이전트 오렌지가 살포된 지역의 어린이들은 선천성 구개 파열, 정신 장애, 탈장, 다지증을 포함한 여러 가지 건강 문제를 앓고 있다고 보고되었다. 1970년대 고농도의 다이옥신이 남부 베트남 여성의 모유와 이 지역에서 복무한 미군의 혈액에서 발견되었다.
가장 영향을 많이 받은 지역은 트루옹손 산맥의 산지와 베트남과 캄보디아 국경지역이었다. 그 영향을 받은 주민들은 선천적인 질병을 가지고 열악한 환경에서 살고 있다.
제초제가 저장되고, 비행기로 적재되었던 베트남의 전 미군 기자 중 28 곳은 여전히 고농도의 다이옥신이 토양에서 검출되며, 건강 문제와 주변 지역 사회에 심각한 위협이 되고 있다. 이런 말썽 지역은 다이옥신 오염이 국제 권고치의 350배 이상 오염되어 있다. 오염된 토양과 퇴적물은 지금도 여전히 베트남 국민들에게 영향을 미치고 있으며, 음식과 먹이 사슬 그리고 질병과 피부 질환 그리고 폐와 후두, 전립선에 다양한 암을 유발하고 있다.

### 생태적 영향
베트남 숲 지역 전체의 17.8%에 해당하는 310만 ha에 이르는 지역에 베트남 전쟁동안 살포가 되었고, 이것은 생태적인 균형을 급격히 붕괴시켰다. 게다가 다이옥신의 지속성, 홍수를 방지하는 수목의 유실, 씨를 뿌리는 나무 자원의 유실은 여러 지역에서 재조림이 불가능하거나, 어렵다는 것을 의미했다. 고사된 숲 지역은 대나무나 코곤 풀과 같은 공격적인 개척종에 의해서 침범당했으며, 이것은 숲이 재생되기 어렵다는 것을 의미했다. 동물종의 다양성 또한 급속히 영향을 받았다. 하버드 대학교 생물학자의 한 연구에서 약품이 살포된 지역에서 24종의 조류와 다섯 종의 포유류가 발견됨과 대비하여, 약품이 살포되지 않는 인근 두 지역에서는 145종과 170종의 조류와 30종과 55종의 포유류가 발견되었다.
에이전트 오렌지에서 나오는 다이옥신은 전쟁 이후에도 베트남 환경에 지속되고 있으며, 토양의 통해 이동하며, 수자원으로 흘러들어가는 자연과정의 다양성에 의해 이동된다. 먹이 사슬을 통한 다이옥신의 운동은 생물농축과 생물학적 농축을 낳게 되었다. 다이옥신에 심하게 오염된 지역으로는 전 미군 공군기지가 있다.

### 사회정치적인 영향
랜드 사(RAND)의 Memorandum 5446-ISA/ARPA 기록은 다음과 같이 언급하고 있다.
| “ | 베트콩이 대부분의 음식을 중립 시골 지역에서 얻었다는 사실을 듣고, 민간인 작물 파괴를 명령했다. 만약 베트콩이 작물 파괴 프로그램을 통해, 방해를 받는다면, 시골 경제의 50% 또는 그 이상이 되는 엄청난 부분을 파괴할 필요가 있을 것이다. | ” |

농부가 시골의 황폐화된 농지를 피해 미군이 점령한 도시로 이주했기 때문에 베트남 남부에서 이농 비율이 급격히 늘어났다. 베트남 남부에서 도시 인구는 세배 이상 늘어났는데, 1958년 280만 명이던 것이 1971년에는 800만으로 늘어났다. 급속한 인구 유입은 걷잡을 수 없는 도시화를 낳았고, 베트남 남부의 엘리트와 미군 근속들이 사치스런 삶을 살아가는 반면, 150만 명에 이르는 베트남인들이 사이공의 빈민가에 살게 되었다.

### 참전군인에 대한 영향
전쟁기간동안 베트남 남부에서 복무했던 참전용사들에 대한 연구에서 암, 신경증, 소화장애, 피부병, 호흡기 장애 등의 질환이 늘어났다. 남부에서 복무한 참전용사들은 후두암과 급성, 만성 백혈병, 호지킨 림프종 그리고 비호지킨 림프종, 전립선암, 폐암, 연골 조직 육종, 간암 등의 비율이 훨씬 높았다. 간암 이외에도 이러한 것들은 에이전트 오렌지/다이옥신 노출과 관련되어 있음을 발견한 미국 참전용사 관리국은 보상과 치료를 위해 이러한 조건 목록을 알기 쉽게 정리를 하였다.
랜치 핸드 작전에 사용된 헬기나 항공기를 적재한 군인들은 가장 치명적인 피해를 입었을 것이다. 제초제를 섞고, 저장하고 군부대 주변에 고엽제를 뿌린 화학부대원들도 가장 심한 노출을 경험했다. 잠재적으로 가장 심한 노출이 되었을 것이라고 추정되는 이들은 먼 캠프지에 제초작업을 했던 특수부대원과 주변 지역을 치운 미해군 강 수송 부대였다.

## 베트남 이외의 사용
에이전트 오렌지는 1962년과 1970년도 사이에만 사용되었지만, 2,4-D, 2,4,5-T 그리고 다른 살초제는 1940년부터 1970년대까지 미군에 의해 사용되었다.

### 미국
1978년 미국 환경 보호국은 분사된 지역 근처에 사는 여성들의 낙태율이 세 배로 높아졌기 때문에 국유림에서 에이전트 오렌지의 살포를 중단시켰다.
2006년 12월 미국방부는 미국 뿐만 아니라 캐나다, 태국, 푸에르토리코, 한국, 그리고 태평양에서 행해진 32개의 장소에서 등재된 에이전트 오렌지의 실험, 저장, 그리고 처분지를 보고했다. 참전용사 관리국은 또한 플로리다에 있는 이글린 공군 기지가 1960년대에 에이전트 오렌지의 주요 시험장이었다는 것을 인정했다.

### 대한민국
에이전트 오렌지는 1960년대말에 한국에서도 사용되었다. 비무장지대(DMZ)를 따라 이 약품을 뿌린 것은 미군이 아니라 한국군이었다. 해제된 미국방부 문서에 의하면, 1960년대말 또는 1970년대 초에 수천병의 병사들이 치명적인 고엽제에 접촉되었을 지도 모른다고 두려워했다고 한다. 최고위 관리에 따르면, 3만 명 이상의 한국 전역 군인이 고엽제 노출로 인한 질환을 앓고 있다고 말했다. 고엽제에 노출된 정확한 전역 군인의 수는 알려지지 않았다. 그러나 1968년부터 1969년까지 DMZ를 따라 제2보병사단, 제23 보병연대, 3중대 상사로 근무했던 노스캐롤라이 출신의 C. 데이비드 벤보우에 의하면, 당시 DMZ를 따라 4,000명 정도가 접촉했을 것이라는 증언을 하였다.
1999년, 약 2만 명의 한국인이 미국 회사를 상대로 50억 달러 이상의 요구하는 두 건의 별도 소송을 제기하였다. 2002년 판결에 패배하자, 그들은 다시 항소를 했다.
2006년 1월, 한국의 항소 법원에서 다우 케미컬과 몬산토는 6,800명에게 6,200만 달러를 보상금으로 지급하라고 명령했다. 판정은 “미국국립과학 아카데미 자료를 인용하면서 피고가 제조한 고엽제가 기준치보다 훨씬 높은 다이옥신을 함유하고 있었기 때문에 안전성을 담보할 수 없다는 것을 인정하면서, 에이전트 오렌지와 폐암, 후두암, 전립선암을 포함한 11 가지 질병 사이의 인과 관계가 있다고 판결했다. 그러나 머큐리 뉴스에 따르면 판사는 “화학약품과 에이전트 오렌지 희생자들 사이에서 가장 널리 확산된 질병인 말초신경장애와의 상관관계를 인지할 수 없었다”고 밝혔다.
애리조나주 피닉스에 있는 미국 지방 언론 KPHO-TV는 미군이 대한민국 경상북도에 위치한 캠프 캐롤 기지 내부에 에이전트 오렌지를 매장했다고 주장했다. 이것은 세 명의 미군 재향군인의 주장을 근거한 것으로, 그들은 약 55갤런, 250 드럼의 에이전트 오렌지가 1978년 캠프 캐롤에 매장되었으며, 그 드럼 주변에 1967년이라는 날짜가 명기된 베트남용 ‘케미컬 타입의 에이전트 오렌지’ 또는 프로빈스 오브 베트남, 컴파운드 오렌지(Province of Vietnam, Compound Orange)였다고 밝혔다. 남한 환경부는 캠프 캐롤에 대한 공식적인 조사 협조를 요청할 것이라고 밝혔다.

### 캐나다 개이지타운 군기지 (뉴브룬스윅)
1966년과 1967년에 뉴 브룬스윅에 있는 개이지타운 캐나다군 기지 근처의 숲에서 캐나다 정부의 승인을 받은 미군이 에이전트 오렌지를 포함한 제초제를 실험했다. 2007년 9월 12일에는 그레그 톰슨, 재향군인 보훈부 장관은 캐나다 정부가 CFB 개이지타운에서 에이전트 오렌지에 노출된 사람들의 보상 패키지의 일환으로 2만 달러에 이르는 특혜지급을 1회 제공했다고 발표했다.
2005년 7월 12일에, 머천트 법률 그룹 LLP는 CFB 개이지타운 지역과 그 근처에 살았던 1,100명 이상의 캐나다 참전군인과 민병대를 대리하여 에이전트 오렌지와 에이전트 퍼플과 관련하여 캐나다 연방 법원에 집단소송을 제기했다고 밝혔다.
2009년 8월 4일에, 이 사건은 증거부족으로 법정에서 기각되었으며, 그 판결에 대해 원고는 곧 항소를 했다.

### 오스트레일리아, 퀸스랜드
2008년에 오스트레일리아 연구원인 진 윌리엄스는 베트남 전쟁 기간 오스트레일리아 군과학들에 의한 에이전트 오렌지의 비밀 실험으로 이니스패일 타운의 암발병률이 다른 주 평균보다 10배가 높다고 주장을 했다. 미국 전쟁 참전용사들에 대한 화학물질의 영향에 대한 조사로 오스트레일리아 훈상을 수상한 바 있는 윌리엄스는 오스트레일리아 전쟁기념관 도서관에서 발견된 오스트레일라 정부 보고서에 대한 의혹을 근거로 했다. 재향군인인 테드 보스워드는 그가 그 비밀 실험에 관계하였다고 말함으로써 이러한 주장을 뒷받침했다. 그러나 퀸스랜드 보건부는 이니스패일의 암발병률은 다른 주의 발병률보다 그리 높지 않다고 주장했다.

### 뉴질랜드
뉴질랜드 부대의 에이전트 오렌지 노출과 베트남 전쟁 때 뉴플리머스 파리투투 아이본 왓킨스-도우 화학공장에서 제조를 했기 때문에 에이전트 오렌지의 사용이 뉴질랜드에서 논쟁이 되어왔다. 파티투투 교외지역이 오염되었다는 주장이 계속 있어왔다. (베트남 전쟁의 뉴질랜드 참조) 에이전트 오렌지의 노출로 인해 골수암과 같은 여러 가지 암으로 발전한 뉴질랜드 군인들의 많은 사례가 있다.

### 브라질
브라질 정부가 미국 회사인 알코아 사가 발전용 투쿠루이 댐을 짓을 수 있도록 광대한 아마존 열대우림 지역을 말려 죽이기 위해 에이전트 오렌지를 사용했다. 수천명의 시골 농부와 원주민의 집과 생계지역을 따라 광범위한 우림 지역이 파괴되었다.

### 말레이시아 비상사태
2-4-D와 2-4-5-T를 이용한 소규모의 실험이 1951년 말레이시아 비상사태 때 영국에 의해 행해졌다. 도로와 가까운 정글 지역은 공산 테러분자에 의해 근거지로 이용되는 것을 방지하기 위해 화학 고엽제를 이용하여 소거를 하였다.

### 캐나다, 온타리오
2011년 2월 17일, 《토론토 스타》 지는 베트남 정글을 제거하기 위해 사용된 암을 유발하는 독성물질이 온타리오 북부에 있는 크라운 랜드의 대단위 부지를 치우기 위해 사용되었음을 폭로했다. 같은 날, 《토론토 스타》 기사에 대해, 온타리오 지방 정부 에이전트 오렌지 사용에 대한 조사를 착수했다고 밝혔다.
2011년 2월 18일, 온타리오 천연자원부는 정부가 관리하던 크라운 랜드 전체 국유림에 살포한 에이전트 오렌지에 대해 조사 범위를 확대했다.

## 갤러리
- 에이전트 오렌지를 담은 55 갤론 (200 L) 드럼
- 랜치 핸드 작전에서의 고엽제 살포, UC-123B Provider 항공기.
- 에이전트 오렌지를 살포하는 M113 장갑차
- 고엽제를 살포하는 336 비행 중대의 UH-1D 헬기, 메콩 강 삼각주

## 같이 보기
- 랜치 핸드 작전
- 베트남 전쟁
- 고엽제

## 참고 자료

### 서적
- Capdeville, Y; Gendreau, F.; Meynard, J., 편집. (2005). 《L'agent orange au Viet-nam: Crime d'hier, tragédie d'aujourd'hui》 (프랑스어). Tiresias editions. ISBN 2-91523-23-6 |isbn= 값 확인 필요: length (도움말).
- Cecil, Paul Frederick (1986). 《Herbicidal warfare: the Ranch Hand Project in Vietnam》. Praeger. ISBN 9780275920074.
- Đại, Lê Cao (2000). 《Agent Orange in the Vietnam War: History and Consequences》. Vietnam Red Cross Society.
- Gibbs, Lois Marie (1995). 〈Agent Orange and Vietnam Veterans〉. 《Dying From Dioxins》. South End Press. 14–20쪽. ISBN 9780896085251.
- Griffiths, Philip Jones (2004). 《Agent Orange: Collateral Damage in Vietnam》. Alpen Editions. ISBN 978-1904563051.
- Linedecker, Clifford; Ryan, Michael; Ryan, Maureen (1982). 《Kerry: Agent Orange and an American Family》 1판. St. Martins Press. ISBN 978-0312451127.
- Schecter, Arnold (1994). 《Dioxins and health》. Springer. ISBN 9780306447853.
- Uhl, Michael; Ensign, Tod (1980). 《GI Guinea Pigs: How the Pentagon Exposed Our Troops to Dangers Deadlier than War》 1판. Playboy Press. ISBN 978-0872235694.

### 저널 기사/ 신문
- Weisman, Joan Murray. The Effects of Exposure to Agent Orange on the Intellectual Functioning, Academic Achievement, Visual Motor Skill, and Activity Level of the Offspring of Vietnam War Veterans. Doctoral thesis. Hofstra University. 1986.
- Kuehn, Bridget M.; Agent Orange Effects, Journal of the American Medical Association, 2010;303(8):722.

### 정부/NGO 리포트
- "Agent Orange in Vietnam: Recent Developments in Remediation: Testimony of Ms. Tran Thi Hoan", Subcommittee on Asia, the Pacific and the Global Environment, U.S. House of Representatives, Committee on Foreign Affairs. July 15, 2010
- "Agent Orange in Vietnam: Recent Developments in Remediation: Testimony of Dr. Nguyen Thi Ngoc Phuong", Subcommittee on Asia, the Pacific and the Global Environment, U.S. House of Representatives, Committee on Foreign Affairs. July 15, 2010
- Agent Orange Policy, American Public Health Association, 2007
- "Assessment of the health risk of dioxins", 세계보건기구/International Programme on Chemical Safety, 1998
- Operation Ranch Hand: Herbicides In Southeast Asia History of Operation Ranch Hand, 1983

### 뉴스
- Fawthrop, Tom; Agent of suffering, Guardian, February 10, 2008
- Cox, Paul; "The Legacy of Agent Orange is a Continuing Focus of VVAW", The Veteran, Vietnam Veterans Against the War, Volume 38, No. 2, Fall 2008.
- Barlett, Donald P. and Steele, James B.; "Monsanto's Harvest of Fear", Vanity Fair May 2008
- Quick, Ben "The Boneyard" 보관됨 2011-01-02 - 웨이백 머신 Orion Magazine, March/April 2008
- Cheng, Eva; "Vietnam's Agent Orange victims call for solidarity", Green Left Weekly, September 28, 2005
- Children and the Vietnam War 30–40 years after the use of Agent Orange
- Tokar, Brian; "Monsanto: A Checkered History", Z Magazine, March 1999

### 동영상
- Agent Orange: The Last Battle. Dir. Stephanie Jobe, Adam Scholl. DVD. 2005
- "HADES" Dir. Caroline Delerue, Screenplay Mauro Bellanova 2011

### 전기
- Buckingham, William (1992). 《Operation Ranch Hand: The Airforce and Herbicides in Southeast Asia 1961–1971》. Office of Air Force History.
- Butler, David A. (2005). “The early history of scientific and medical research on agent orange” (PDF). 《Brooklyn Journal of Law and Policy》 13 (2): 527. 2010년 9월 23일에 원본 문서 (PDF)에서 보존된 문서. 2015년 8월 29일에 확인함.
- Frumkin H (2003). “Agent Orange and cancer: an overview for clinicians” (PDF). 《CA: a cancer journal for clinicians》 53 (4): 245–55. doi:10.3322/canjclin.53.4.245. PMID 12924777. 2003년 11월 18일에 원본 문서 (PDF)에서 보존된 문서. 2011년 5월 22일에 확인함.
- Furukawa, Hisao (2004). 《Ecological destruction, health, and development: advancing Asian paradigms》. Trans Pacific Press. ISBN 9781920901011.
- Hay, Alastair (1982). 《The chemical scythe: lessons of 2,4,5-T, and dioxin》. Springer. ISBN 9780306409738.
- IOM (Institute of Medicine) (1994). 《Veterans and Agent Orange: health effects of herbicides used in Vietnam》. National Academies Press. ISBN 9780309048873.
- IOM (Institute of Medicine) (2000년 10월 11일). 《Veterans and Agent Orange: Herbicide/Dioxin Exposure and Type 2 Diabetes》. National Academies Press. 2009년 10월 1일에 원본 문서에서 보존된 문서. 2011년 5월 22일에 확인함.
- Luong, Hy V. (2003). 《Postwar Vietnam: dynamics of a transforming society》. Rowman & Littlefield. ISBN 9780847698653.
- Martin, Michael F.; Vietnamese Victims of Agent Orange and US-Vietnam Relations, Congressional Research Service, report to 미국 의회, May 28, 2009
- Ngo, Anh D.; Taylor, Richard; Roberts, Christine L.; Nguyen, Tuan V. (2006년 3월 16일). “Association between Agent Orange and birth defects: systematic review and meta-analysis” (PDF). 《International Journal of Epidemiology》.
- Nicosia, Gerald; Swofford, Anthony (2004). 《Home to War: A History of the Vietnam Veterans Movement》. Carroll & Graf. ISBN 9780786714032.
- NTP (National Toxicology Program); "Toxicology and Carcinogenesis Studies of 2,3,7,8-Tetrachlorodibenzo-p-dioxin (TCDD) in Female Harlan Sprague-Dawley Rats (Gavage Studies)", CASRN 1746-01-6, April 2006.
- SBSG (Stanford Biology Study Group) (May 1971). “The Destruction of Indochina”. 《Bulletin of the Atomic Scientists》 27 (5): 36–40. ISSN 0096-3402.
- Schuck, Peter (1987). 《Agent Orange on trial: mass toxic disasters in the courts》. Harvard University Press. ISBN 9780674010260.
- Stellman, Jeanne;  외. (2003년 4월 17일). “The Extent and patterns of usage of Agent Orange and other Herbicides in Vietnam” (PDF). 《Nature》 422: 681–687.
- Verwey, Wil D. (1977). 《Riot control agents and herbicides in war: their humanitarian, toxicological, ecological, military, polemological, and legal aspects》. BRILL.
- Wilcox, Fred (1983). 《Waiting for an Army to Die: The Tragedy of Agent Orange》 1판. Random House, Inc. ISBN 9780932020680.
- Young, Alvin L. (December 2006). “The History of the US Department of Defense Programs for the Testing, Evaluation, and Storage of Tactical Herbicides” (PDF). 2010년 8월 5일에 원본 문서 (PDF)에서 보존된 문서. 2010년 9월 7일에 확인함.
- Young, Alvin L. (2009). 《The History, Use, Disposition and Environmental Fate of Agent Orange》. Springer. ISBN 9780387874852. – readers should note that both of Young's books were commissioned by the 미국방부, Office of the Deputy Under Secretary of Defense (Installations and Environment)